# Grechów
Grechów (prononciation : [ˈɡrɛxuf]) est un village polonais de la gmina de Rzeczniów dans le powiat de Lipsko de la voïvodie de Mazovie dans le centre-est de la Pologne.
Il se situe à environ 4 kilomètres au sud de Rzeczniów (siège de la gmina), 16 kilomètres à l'ouest de Lipsko (siège du powiat) et à 128 kilomètres au sud de Varsovie (capitale de la Pologne).
Le village possède approximativement une population de 170 habitants en 2006.

## Histoire
De 1975 à 1998, le village appartenait administrativement à la voïvodie de Radom.